# Judith Juanhuix
Judith Juanhuix i Gibert (Gerona, 1971) es una investigadora, doctora en física y activista trans catalana.

## Carrera
Se doctoró en biofísica en 2000 por la Universidad Autónoma de Barcelona y trabaja en el sincrotrón ALBA, donde es jefa de la sección de ciencias de la vida y la materia condensada. Ha publicado multitud de artículos sobre biología molecular y estructural, química supramolecular e instrumentación científica para rayos X.
Forma parte de la asociación trans Generem!, de la que ha sido presidenta, y de la asociación de transformismo EnFemme. Ha participado activamente en la plataforma Trans*forma la Salut, que ha negociado el nuevo modelo de atención a la salud para personas trans del Departamento de Salud . También se ha implicado en diversas iniciativas legislativas para el reconocimiento de los derechos trans, como incluir a las mujeres trans en la ley de los derechos de las mujeres a erradicar la violencia machista.
Colabora con varios medios de comunicación, tanto como entrevistada como publicando artículos de opinión. En 2021 publicó el libro Una mujer, en el que explica su vida como mujer y trata temas como la identidad de género, la sexualidad y la relación con la familia, la maternidad y la salud. Las entidades LGTBI de Gerona le otorgaron el Premio Gerona Orgullosa como reconocimiento de sus aportaciones al movimiento LGTBI. El Ayuntamiento de San Quirce del Vallés, en el marco del Día Internacional de la Mujer, le concedió el Premio Mujer por reconocer y visibilizar el trabajo de las mujeres al mejorar su situación.

## Vida personal
Es madre de dos hijos y salió del armario como mujer trans a los cuarenta años.

## Obras publicadas
- Una dona. Ara Llibres, 2021, p. 256.[9]